# Waikato Tainui
Pour les articles homonymes, voir Waikato.
Waikato Tainui, Waikato ou Tainui est un groupe d'iwi maoris basé dans la région de Waikato, dans la région centrale ouest de l'île du Nord de la Nouvelle-Zélande. Il fait partie de la plus grande confédération Tainui de colons polynésiens qui sont arrivés en Nouvelle-Zélande en wakas. La tribu tire son nom de la rivière Waikato, qui joue un grand rôle dans son histoire et sa culture,.
Pōtatau Te Wherowhero, le premier roi maori, était membre du Waikato hapu (sous-tribu) de Ngāti Mahuta (en), et ses descendants lui ont succédé. Le mouvement royal est basé au Tūrangawaewae marae (lieu de rencontre) à Ngāruawāhia (en).
L'iwi Waikato-Tainui comprend 33 hapū (sous-tribus) et 65 marae (groupements familiaux). Il y a plus de 52 000 membres tribaux affiliés à Waikato-Tainui. Hamilton City est maintenant le plus grand centre de population de la tribu, mais Ngāruawāhia reste le centre historique et la capitale moderne de la tribu. Lors du recensement de 2006, 33 429 personnes en Nouvelle-Zélande ont indiqué qu'elles étaient affiliées à Waikato, y compris celles affiliées à plus d'une tribu, .

## Gouvernement
L'organe parlementaire directeur de Waikato-Tainui est Te Kauhanganui (en), un organe directeur de 204 membres tribaux - 3 membres de chacun des 68 marae. Les marae sont répartis sur une vaste zone allant de Te Kuiti et Cambridge au sud à Auckland au nord.
Le conseil exécutif est Te Arataura (en), qui compte 10 représentants élus parmi Te Kauhanganui et un 11e membre nommé par le roi maori. L'administration tribale Waikato-Tainui (ou autorité iwi) est la Waikato Raupatu Trustee Company Ltd, qui a remplacé le Tainui Māori Trust Board, et est située à Hopuhopu (en), Ngāruawāhia.
L'iwi  Waikato utilise le nom Tainui pour se décrire depuis un certain temps, à travers la création du Tainui Māori Trust Board par le Waikato-Maniapoto Maori Claims Settlement Act 1946 (en), avec de nombreuses personnes se référant maintenant au Waikato iwi comme « Tainui » ou « Waikato-Tainui » .
Il existe traditionnellement des liens étroits entre Tainui et l'université de Waikato, qui possède des atouts dans la langue maorie et l'histoire locale moderne. L'université détient également des documents et des objets liés à la tribu.